# Grand Prix-wegrace van Zwitserland 1953
De Grand Prix-wegrace van Zwitserland 1953 was de zevende Grand Prix van het wereldkampioenschap wegrace-seizoen 1953. De races werden verreden op 22 en 23 augustus op het Circuit Bremgarten, een stratencircuit in de stad Bern. In Zwitserland reden vier klassen: de 250 cc op zaterdag, de 350 cc, de 500 cc en de zijspanklasse op zondag. In de 350cc-klasse en in de zijspanklasse werden de wereldtitels beslist.

## Algemeen
Het programma van de motorraces werd over twee dagen verdeeld. Dat had onder meer te maken met de combinatie met de Formule 1 Grand Prix, die eneneens op 23 augustus werd verreden. In de 350cc-klasse debuteerde de toekomstig wereldkampioen Luigi Taveri, die met zijn AJS 7R op een ronde achterstand werd gereden.

## 500cc-klasse
Na zijn vierde plaats in de Ulster Grand Prix werd Reg Armstrong nu slechts derde, achter zijn teamgenoten Geoff Duke en Alfredo Milani. Met Giuseppe Colnago was het succes voor Gilera compleet. Duke nam de leiding in het kampioenschap nu over van Armstrong, die feitelijk 27 punten had, maar er daar drie van moest wegstrepen omdat slechts vijf resultaten meetelden voor het wereldkampioenschap. Het was ook een goede dag voor Piero Taruffi, de constructeur die er bij Giuseppe Gilera op had aangedrongen Duke naar Gilera te halen. Taruffi had toch al goede herinneringen aan het circuit van Bremgarten, want in 1952 had hij met een Ferrari zijn enige overwinning in de Formule 1 hier gehaald. Fritz Kleemann had de Horex 500cc-wegracer ter beschikking gesteld aan "Happi" Müller, die uit piëteit voor de verongelukte Les Graham niet met zijn MV Agusta mocht starten. Müller haalde de finish niet en dit was dan ook het laatste jaar van het bestaan van de 500cc-Horex.
| Pos | Coureur           | Merk   | Tijd      | Punten |
| --- | ----------------- | ------ | --------- | ------ |
| 1   | Geoff Duke        | Gilera | 1:17"24'1 | 8      |
| 2   | Alfredo Milani    | Gilera | +13'7     | 6      |
| 3   | Reg Armstrong     | Gilera | +1"18'3   | 4      |
| 4   | Giuseppe Colnago  | Gilera | +1"53'0   | 3      |
| 5   | Rod Coleman       | AJS    | +2"05'0   | 2      |
| 6   | Derek Farrant     | AJS    | +2"14'7   | 1      |
| 7   | Dickie Dale       | Gilera | +2"48'9   |        |
| 8   | Walter Zeller     | BMW    | +1 ronde  |        |
| 9   | Nello Pagani      | Gilera | +1 ronde  |        |
| 10  | Hans Baltisberger | BMW    | +1 ronde  |        |
| 11  | Hans Meier        | BMW    | +1 ronde  |        |
| 12  | Josef Albisser    | Norton | +2 ronden |        |
| 13  | B. Botta          | Norton | +2 ronden |        |
| 14  | Florian Camathias | BMW    | +3 ronden |        |
| 15  | Arthur Fenn       | Norton | +4 ronden |        |
| 16  | Henri Vidonne     | Norton | +4 ronden |        |
| 17  | Karl Rührschneck  | Norton | +4 ronden |        |

| Coureur             | Merk   | Oorzaak       |
| ------------------- | ------ | ------------- |
| Alexander Mayer     | Norton |               |
| Ken Kavanagh        | Norton |               |
| Carletto Bellotti   | Norton |               |
| Barde               | Norton |               |
| Hermann Paul Müller | Horex  |               |
| Jack Brett          | Norton | Brandstoftank |
| John Storr          | Norton |               |

| Coureur         | Merk       | Oorzaak    |
| --------------- | ---------- | ---------- |
| Bill Doran      | AJS        |            |
| Cecil Sandford  | MV Agusta  | Teambeleid |
| Fergus Anderson | Moto Guzzi |            |
| Peter Davey     | Norton     |            |
| Tommy Wood      | Norton     |            |
| Carlo Bandirola | MV Agusta  | Teambeleid |
| Libero Liberati | Gilera     |            |
| Ken Mudford     | Norton     |            |
| Ray Amm         | Norton     | Blessure   |

### Top tien tussenstand 500cc-klasse
| Pos | Coureur          | Merk   | Ptn     |
| --- | ---------------- | ------ | ------- |
| 1   | Geoff Duke       | Gilera | 30      |
| 2   | Reg Armstrong    | Gilera | 24 (27) |
| 3   | Ken Kavanagh     | Norton | 18      |
| 3   | Alfredo Milani   | Gilera | 18      |
| 5   | Ray Amm          | Norton | 14      |
| 6   | Jack Brett       | Norton | 13      |
| 7   | Rod Coleman      | AJS    | 9       |
| 8   | Giuseppe Colnago | Gilera | 6       |
| 9   | Bill Doran       | AJS    | 3       |
| 9   | Derek Farrant    | AJS    | 3       |

(Punten tussen haakjes zijn inclusief streepresultaten)

## 350cc-klasse
Fergus Anderson begon aan de Zwitserse Grand Prix met slechts twee punten voorsprong op Ray Amm en Enrico Lorenzetti. Amm was echter geblesseerd en Lorenzetti viel in de race uit. Dankzij zijn overwinning was Anderson nu al zeker van de wereldtitel.
| Pos | Coureur             | Merk          | Tijd      | Punten |
| --- | ------------------- | ------------- | --------- | ------ |
| 1   | Fergus Anderson     | Moto Guzzi    | 1:02"49'3 | 8      |
| 2   | Ken Kavanagh        | Norton        | +31'5     | 6      |
| 3   | Rod Coleman         | AJS           | +31'8     | 4      |
| 4   | Jack Brett          | Norton        | +1"11'7   | 3      |
| 5   | Derek Farrant       | AJS           | +1"40'6   | 2      |
| 6   | Karl Hofmann        | DKW           | +2"16'2   | 1      |
| 7   | Hermann Paul Müller | Schnell-Horex | +1 ronde  |        |
| 8   | Rupert Hollaus      | Norton        | +1 ronde  |        |
| 9   | Luigi Taveri        | AJS           | +1 ronde  |        |
| 10  | Hans Haldemann      | Norton        | +1 ronde  |        |
| 11  | Tommy Wood          | Norton        | +1 ronde  |        |
| 12  | Roland Schnell      | Schnell-Horex | +2 ronden |        |
| 13  | Kurt Knopf          | AJS           | +2 ronden |        |
| 14  | Weler               | AJS           | +2 ronden |        |
| 15  | Bevers              | Norton        | +2 ronden |        |
| 16  | Helbling            | AJS           | +3 ronden |        |

| Coureur           | Merk       | Oorzaak    |
| ----------------- | ---------- | ---------- |
| Alano Montanari   | Moto Guzzi | Mechanisch |
| Enrico Lorenzetti | Moto Guzzi | Val        |

| Coureur        | Merk   | Oorzaak   |
| -------------- | ------ | --------- |
| Ernie Ring (†) | AJS    | Overleden |
| Ray Amm        | Norton | Blessure  |

| Coureur           | Merk       |
| ----------------- | ---------- |
| Tony McAlpine     | Norton     |
| Josef Albisser    | Norton     |
| August Hobl       | DKW        |
| Pierre Monneret   | AJS        |
| Bill Doran        | AJS        |
| Bob McIntyre      | AJS        |
| Harry Pearce      | Velocette  |
| Ken Harwood       | AJS        |
| Malcolm Templeton | AJS        |
| Duilio Agostini   | Moto Guzzi |
| Ken Mudford       | Norton     |
| Leo Simpson       | AJS        |
| Ray Laurent       | AJS        |

### Top tien tussenstand 350cc-klasse
| Pos | Coureur                          | Merk       | Ptn |
| --- | -------------------------------- | ---------- | --- |
| 1   | Fergus Anderson (wereldkampioen) | Moto Guzzi | 28  |
| 2   | Ray Amm                          | Norton     | 18  |
| 2   | Enrico Lorenzetti                | Moto Guzzi | 18  |
| 2   | Ken Kavanagh                     | Norton     | 18  |
| 5   | Jack Brett                       | Norton     | 12  |
| 6   | Rod Coleman                      | AJS        | 9   |
| 7   | Ken Mudford                      | Norton     | 8   |
| 8   | Pierre Monneret                  | AJS        | 6   |
| 8   | Bob McIntyre                     | AJS        | 6   |
| 10  | Bill Doran                       | AJS        | 3   |
| 10  | Josef Albisser                   | Norton     | 3   |
| 10  | Harry Pearce                     | Velocette  | 3   |
| 10  | Derek Farrant                    | AJS        | 3   |

## 250cc-klasse
Met een overwinning in de 250cc-race had Werner Haas zijn wereldtitel veilig kunnen stellen. Hij kwam echter ten val en hoewel hij wel weer opstapte finishte hij als zesde. Behalve Reg Armstrong profiteerde ook Fergus Anderson daarvan: ook hij werd weer titelkandidaat.
| Pos | Coureur           | Merk       | Tijd    | Punten |
| --- | ----------------- | ---------- | ------- | ------ |
| 1   | Reg Armstrong     | NSU        | 55"17'5 | 8      |
| 2   | Alano Montanari   | Moto Guzzi | +21'9   | 6      |
| 3   | Fergus Anderson   | Moto Guzzi | +22'0   | 4      |
| 4   | Enrico Lorenzetti | Moto Guzzi | +1"12'9 | 3      |
| 5   | Otto Daiker       | NSU        | +2"08'1 | 2      |
| 6   | Werner Haas       | NSU        | +2"35'9 | 1      |

| Coureur           | Merk       |
| ----------------- | ---------- |
| Rupert Hollaus    | Moto Guzzi |
| Ken Kavanagh      | Moto Guzzi |
| Sid Willis        | Velocette  |
| August Hobl       | DKW        |
| Siegfried Wünsche | DKW        |
| Walter Reichert   | NSU        |
| Wolfgang Brand    | NSU        |
| Arthur Wheeler    | Moto Guzzi |
| Tommy Wood        | Moto Guzzi |
| Umberto Masetti   | NSU        |

### Top tien tussenstand 250cc-klasse
| Pos | Coureur           | Merk       | Ptn     |
| --- | ----------------- | ---------- | ------- |
| 1   | Werner Haas       | NSU        | 28 (29) |
| 2   | Fergus Anderson   | Moto Guzzi | 22      |
| 3   | Reg Armstrong     | NSU        | 20      |
| 4   | Alano Montanari   | Moto Guzzi | 12      |
| 5   | Enrico Lorenzetti | Moto Guzzi | 9       |
| 6   | Siegfried Wünsche | DKW        | 6       |
| 6   | Otto Daiker       | NSU        | 6       |
| 8   | August Hobl       | DKW        | 5       |
| 9   | Arthur Wheeler    | Moto Guzzi | 4       |
| 10  | Walter Reichert   | NSU        | 3       |

(Punten tussen haakjes zijn inclusief streepresultaten)

## Zijspanklasse
Eric Oliver en Stanley Dibben wonnen weliswaar de zijspanrace, maar hun stalgenoten Cyril Smith/Les Nutt beperkten de schade door tweede te worden en bleven aldus aan de leiding van het wereldkampioenschap. Willy Noll/Fritz Cron reden hun BMW met RS 53-koningsasmotor naar de derde plaats, maar het was al duidelijk dat de wereldtitel naar Norton zou gaan.
| Pos | Coureur          | Bakkenist          | Merk             | Tijd      | Punten |
| --- | ---------------- | ------------------ | ---------------- | --------- | ------ |
| 1   | Eric Oliver      | Stanley Dibben     | Norton-Watsonian | 52"39'28  | 8      |
| 2   | Cyril Smith      | Les Nutt           | Norton-Watsonian | +29'07    | 6      |
| 3   | Wilhelm Noll     | Fritz Cron         | BMW              | +56'48    | 4      |
| 4   | Hans Haldemann   | Josef Albisser     | Norton           | +3"24'96  | 3      |
| 5   | Jacques Drion    | Inge Stoll-Laforge | Norton           | +1 ronde  | 2      |
| 6   | Julien Deronne   | Bruno Leys         | Norton           | +1 ronde  | 1      |
| 7   | Wiggerl Kraus    | Bernhard Huser     | BMW              | +1 ronde  |        |
| 8   | Marcel Masuy     | Jules Nies         | Norton           | +1 ronde  |        |
| 9   | Jakob Keller     | Onbekend           | Norton           | +1 ronde  |        |
| 10  | Ferdinand Aubert | Lucien Balsinger   | Norton           | +1 ronde  |        |
| 11  | Reichlin         | Onbekend           | Norton           | +1 ronde  |        |
| 12  | Heinrich Stamm   | Onbekend           | Norton           | +1 ronde  |        |
| 13  | Fritz Mühlemann  | Onbekend           | Triumph          | +2 ronden |        |
| 14  | Schmidli         | Onbekend           | Norton           |           |        |

| Coureur          | Bakkenist                       | Merk   |
| ---------------- | ------------------------------- | ------ |
| Fritz Hillebrand | Manfred Grunwald en Georg Barth | BMW    |
| Jean Murit       | Francis Flahaut                 | Norton |
| Fron Purslow     | Dave Key                        | BSA    |
| Len Taylor       | Peter Glover                    | Norton |
| Pip Harris       | Ray Campbell                    | Norton |
| Trevor Bounds    | Rob Kings                       | Norton |

### Top tien tussenstand zijspanklasse
| Pos | Coureur        | Bakkenist          | Merk             | Ptn |
| --- | -------------- | ------------------ | ---------------- | --- |
| 1   | Cyril Smith    | Les Nutt           | Norton-Watsonian | 26  |
| 2   | Eric Oliver    | Stanley Dibben     | Norton-Watsonian | 24  |
| 3   | Hans Haldemann | Josef Albisser     | Norton           | 9   |
| 4   | Pip Harris     | Ray Campbell       | Norton           | 6   |
| 4   | Jacques Drion  | Inge Stoll-Laforge | Norton           | 6   |
| 6   | Marcel Masuy   | Jules Nies         | Norton           | 5   |
| 6   | Wilhelm Noll   | Fritz Cron         | BMW              | 5   |
| 8   | Wiggerl Kraus  | Bernhard Huser     | BMW              | 4   |
| 8   | Julien Deronne | Bruno Leys         | Norton           | 4   |
| 10  | Trevor Bounds  | Rob Kings          | Norton           | 3   |

1922 · 1923 · 1924 · 1927 · 1928 · 1929 · 1930 · 1931 · 1932 · 1933 · 1935 · 1936 · 1937 · 1938 · 1946 · 
1947 ·1948 · 1949 · 1950 · 1951 · 1952 · 1953 · 1954 · 1959